# New Japan Pro Wrestling
New Japan Pro Wrestling er den største wrestlingorganisation i Japan og én af verdens største. Den blev opstartet af Antonio Inoki i 1972 og er medlem af National Wrestling Alliance. 
New Japan Pro Wrestling havde i 1990'erne forskellige udvekslinger af wrestlere med USAs største wrestlingorganisationer – World Wrestling Federation og senere World Championship Wrestling. I dag har NJPW dog kun tilsvarende aftaler med National Wrestling Alliance og Total Nonstop Action Wrestling. Ikke desto mindre er organisationen blevet udnævnt som "Promotion of the Year" otte gange af Observer Newletter.